# Hunt the Man Down
Pour plus de détails, voir Fiche technique et Distribution.
Hunt the Man Down est un film noir américain réalisé par George Archainbaud et sorti en 1950.

## Fiche technique
- Titre : Hunt the Man Down
- Réalisation : George Archainbaud
- Scénario : DeVallon Scott
- Photographie : Nicholas Musuraca
- Musique : Paul Sawtell
- Montage : Samuel E. Beetley
- Société de production : RKO Radio Pictures, Inc.
- Pays de production :  États-Unis
- Langue : Anglais américain
- Format : Noir et blanc — 35 mm — 1,37:1 — Son : Mono (RCA Sound System)
- Genre : Film policier, Film noir
- Durée : 69 minutes
- Date de sortie : 
  - États-Unis :  26 décembre 1950

## Distribution
- Gig Young : Paul Bennett
- Lynne Roberts : Sally Clark
- Mary Anderson : Alice McGuire / Peggy Linden
- Willard Parker : Burnell 'Brick' Appleby
- Carla Balenda : Rolene Wood
- Gerald Mohr : Walter Long
- James Anderson : Richard Kincaid / William H. Jackson
- John Kellogg : Kerry 'Lefty' McGuire
- Harry Shannon : Wallace Bennett
- Cleo Moore : Pat Sheldon
- Christy Palmer : Mme Joan Brian
- William Haade (non crédité) : Bart